# Сан-Хуанський метрополітен
Сан-Хуанський Метрополітен (ісп. Tren Urbano de San Juan) — лінія метрополітену в місті Сан-Хуан, Пуерто-Рико.
Метрополітен відкрився 17 грудня 2004 року.

## Лінія
Будівництво метрополітену розпочалося в 1997 році. Єдина в місті лінія складається з 16 станцій та 17,2 км. У системі метро 10 естакадних, 4 наземних та лише 2 підземні станції. Використовуються потяги виробництва Сіменс. Усі вагони обладнані кондіціонерами. Метрополітен працює з 5:30 до 23:30. Якихось конкретних планів подальшого розвитку системи наразі не існує[джерело?].

## Галерея

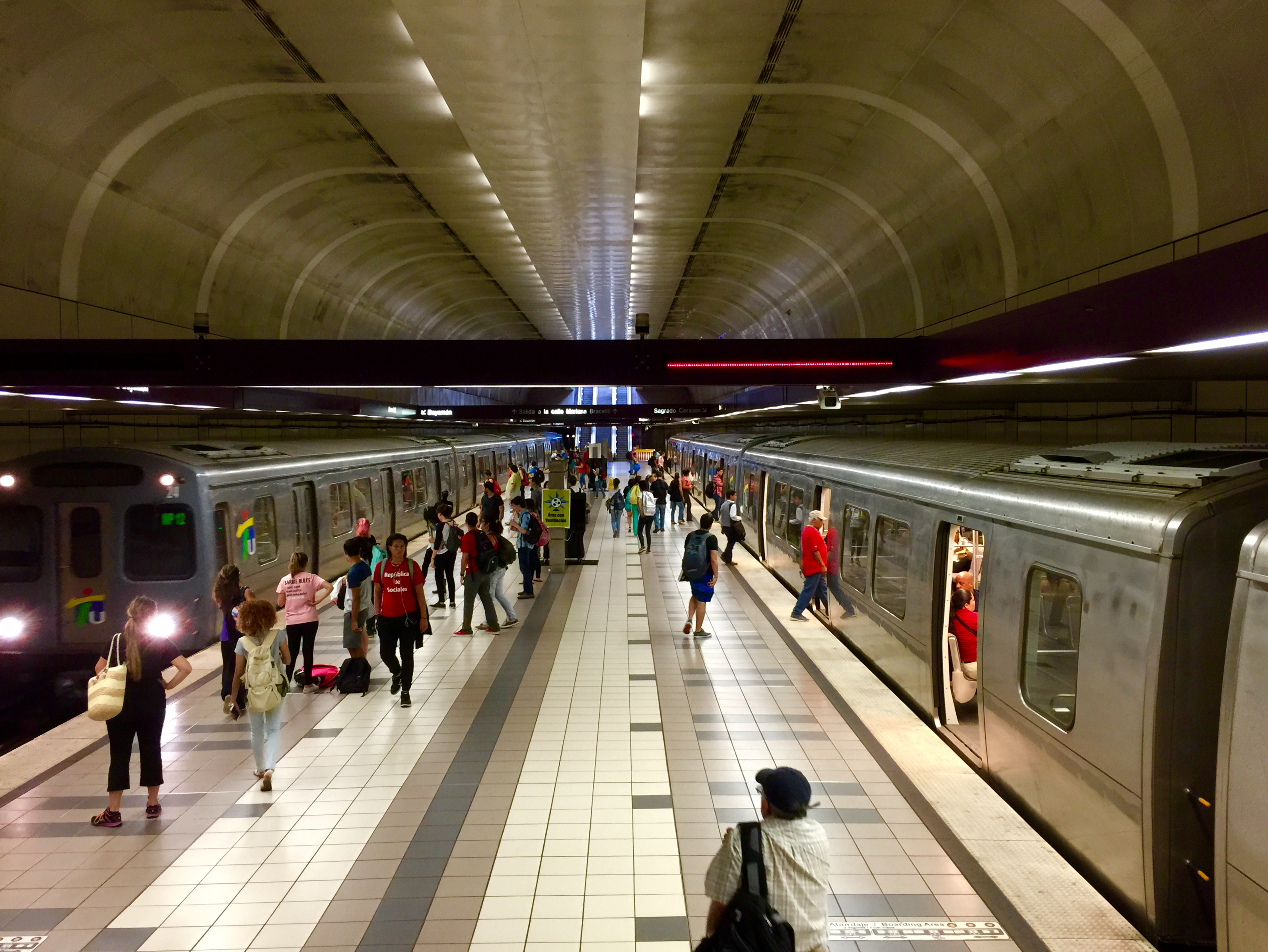
Станція Університет
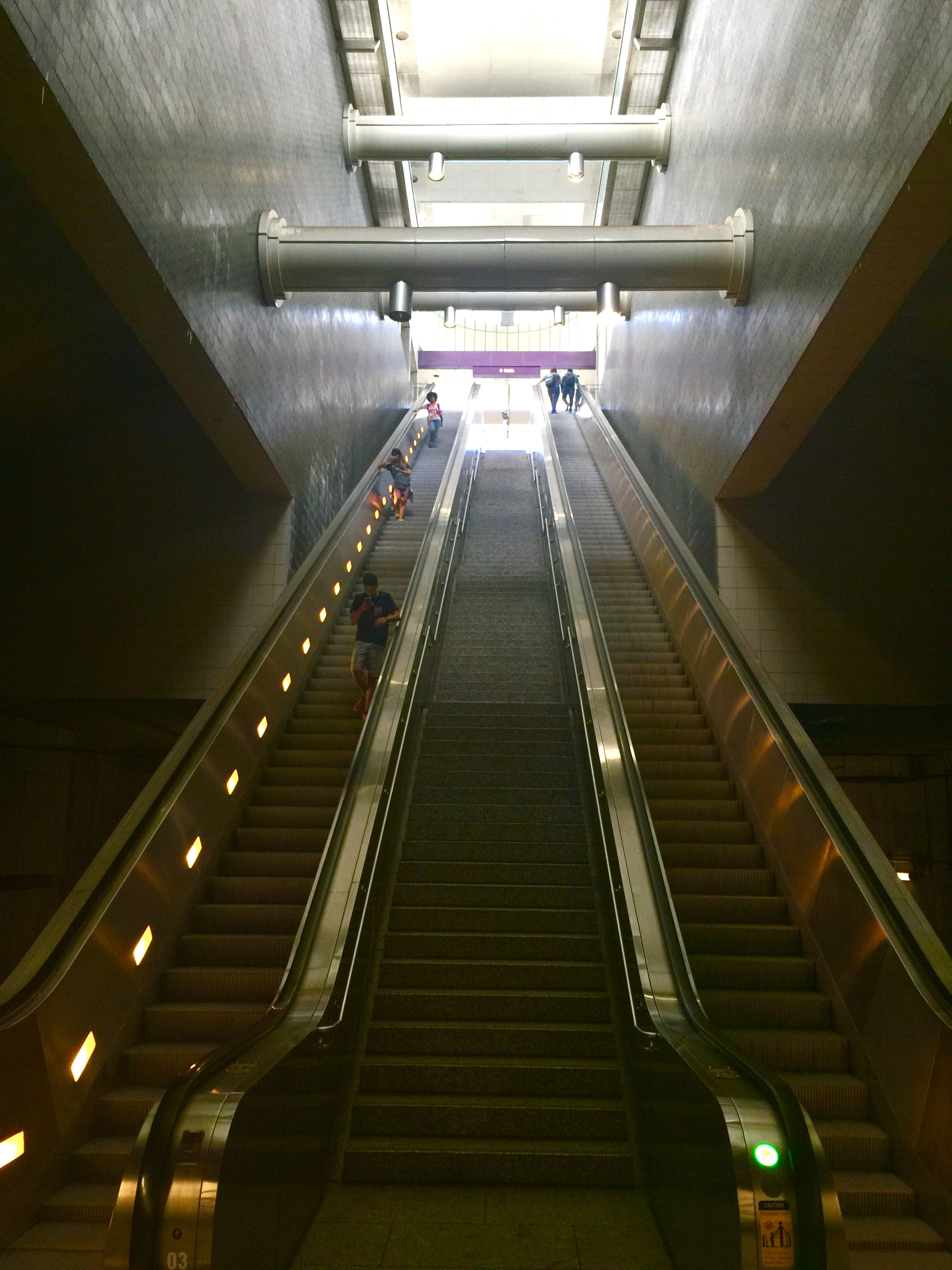
Вихід зі станції Університет
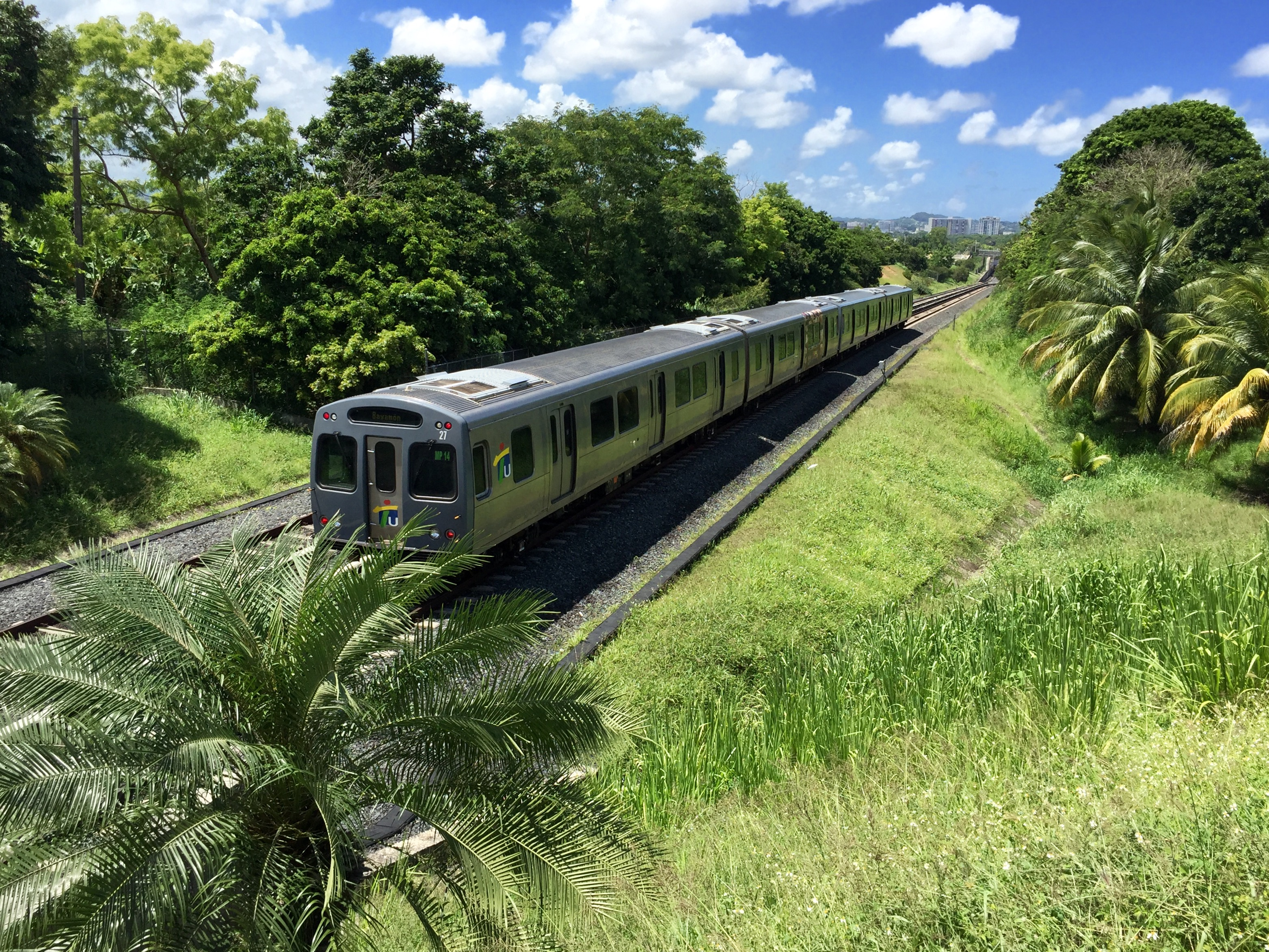
Потяг на наземній ділянці
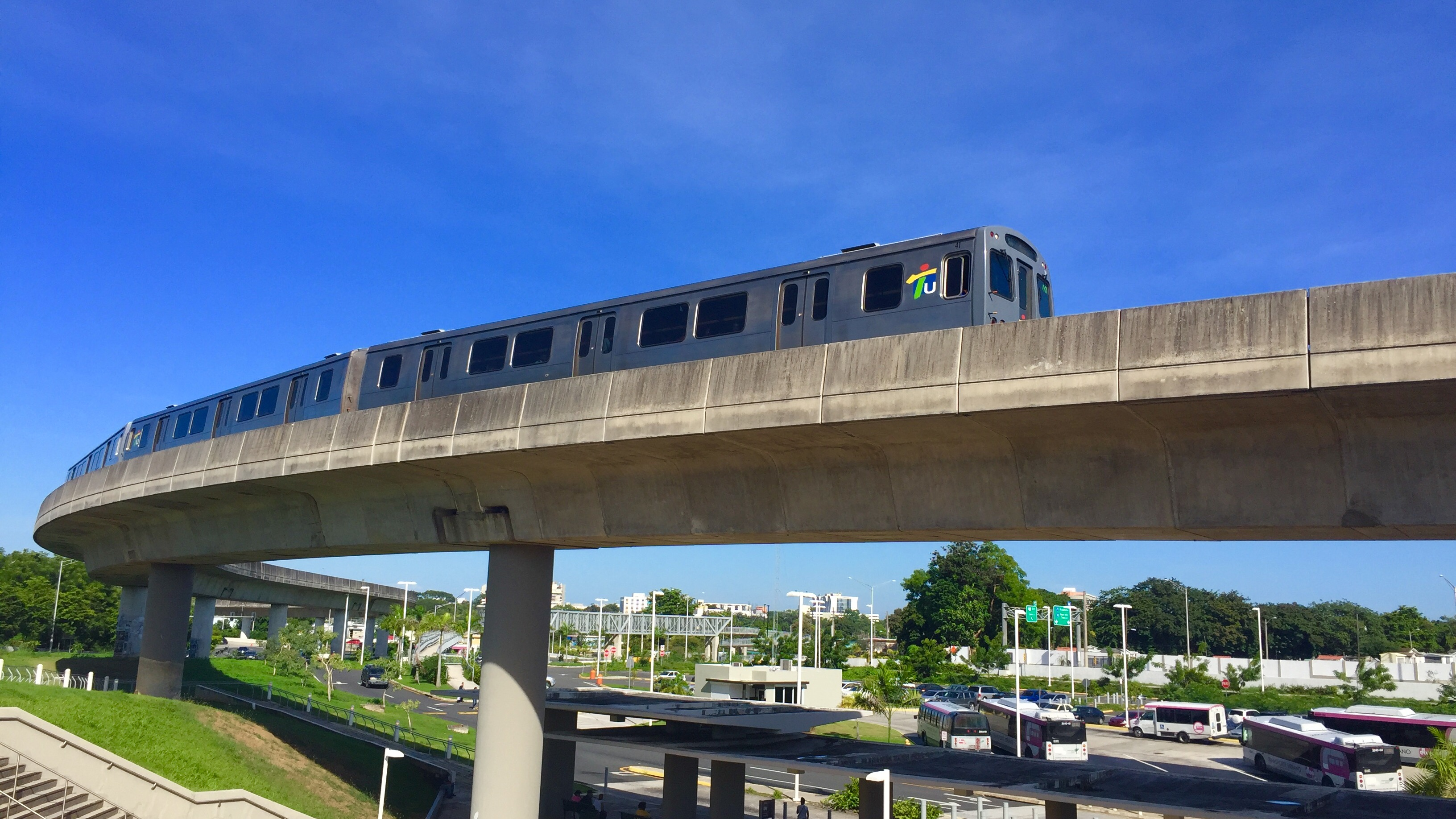
Потяг на естакаді неподалік станції Cupey
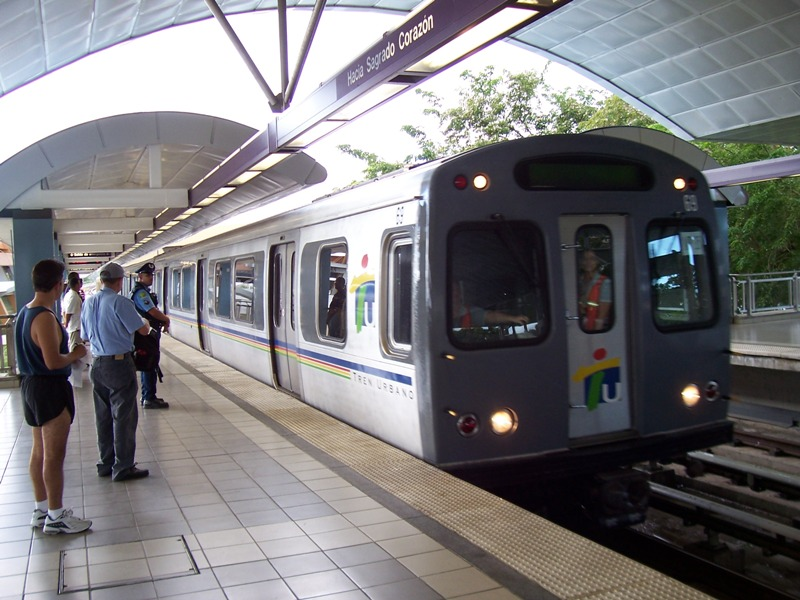
Потяг на станції Bayamón
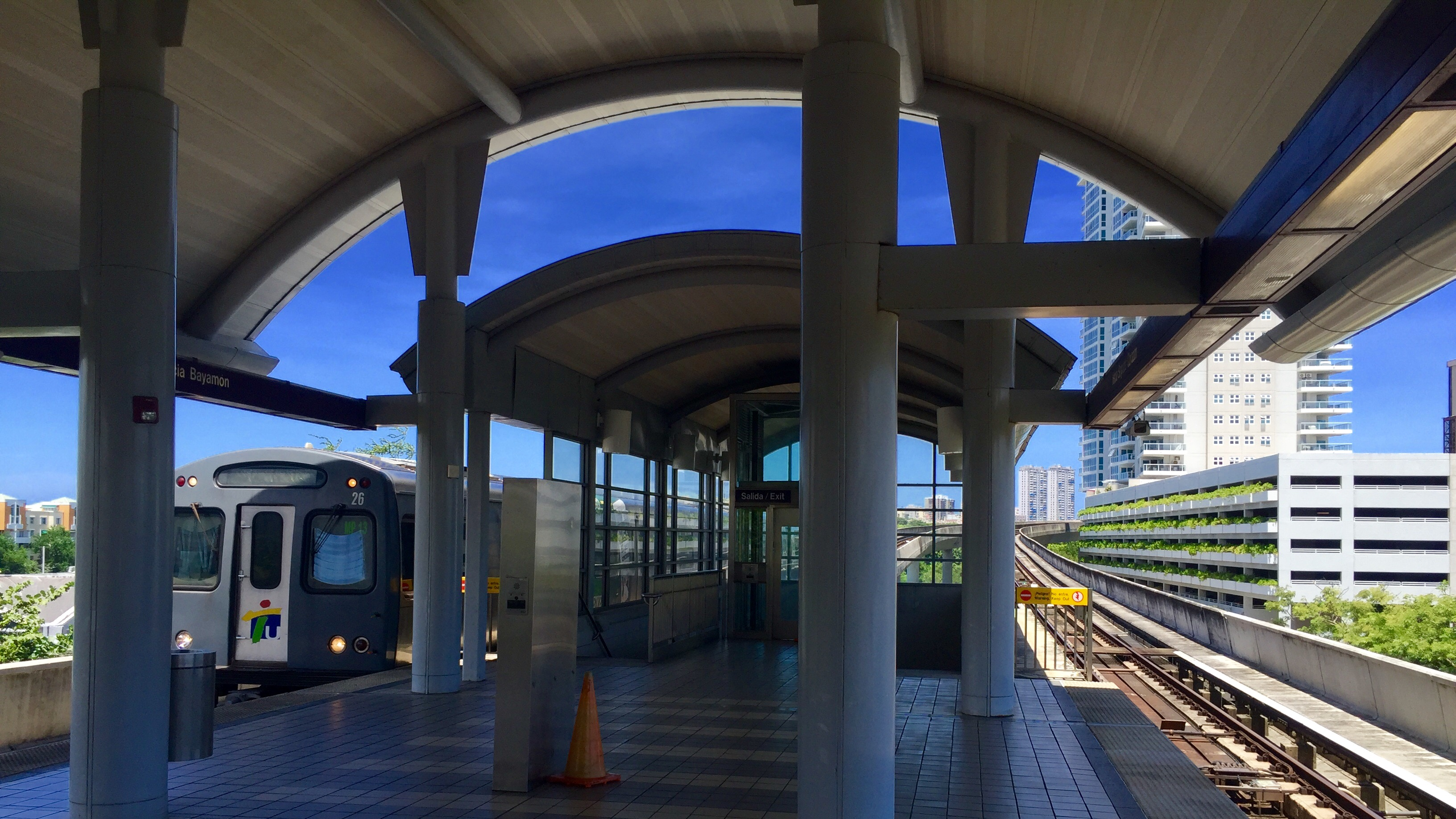
Станція Hato Rey
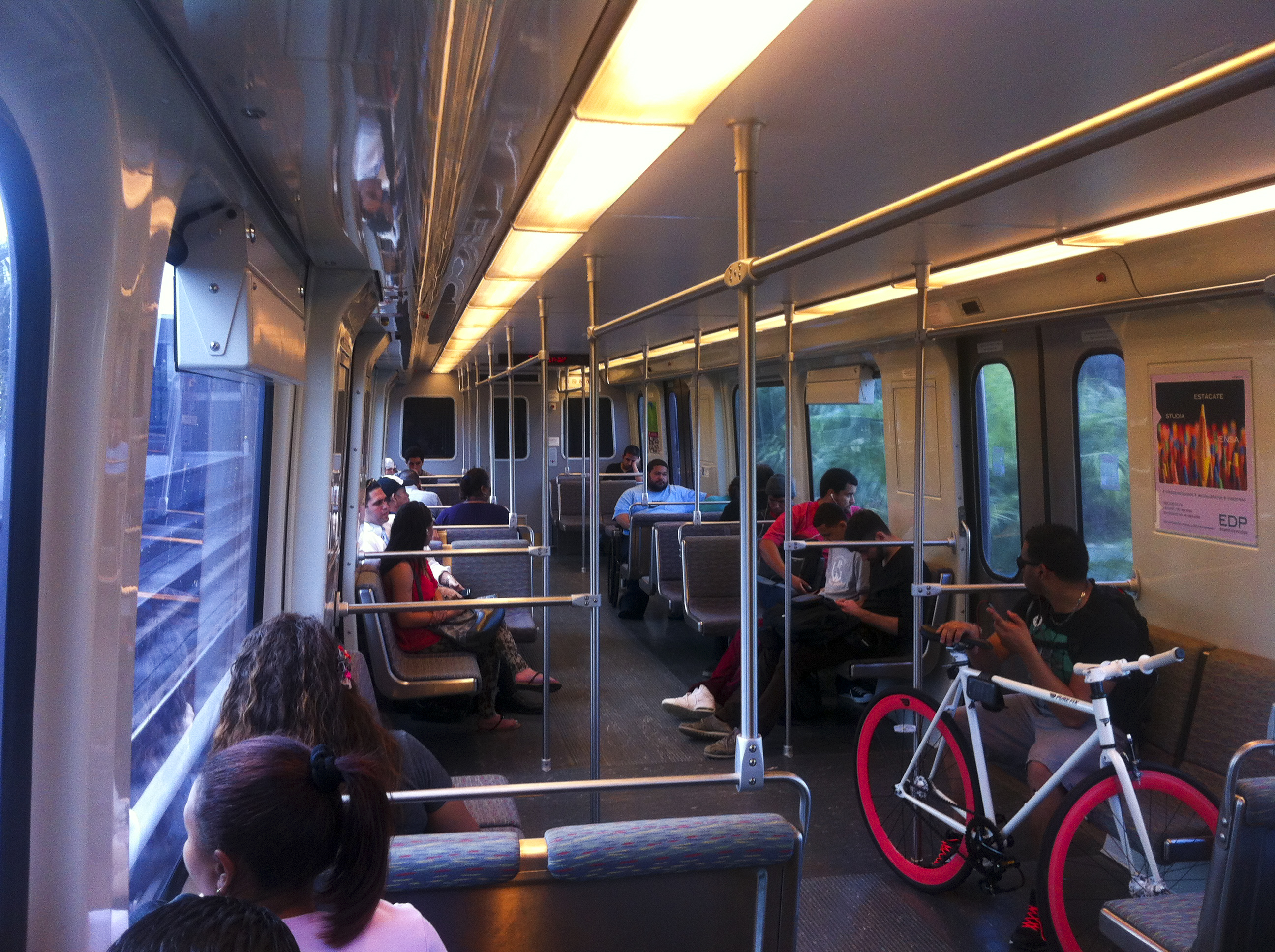
Всередині потяга